# Le Cavalier Lafleur
Pour plus de détails, voir Fiche technique et Distribution.
Le Cavalier Lafleur est un film français réalisé par Pierre-Jean Ducis en 1934

## Synopsis
Le réserviste Lafleur ayant une épouse, une maîtresse et courant encore derrière le premier jupon venu, son homonyme, soldat d'active, se trouve mêlé aux intrigues et vengeances qu'ébauchent toutes ces femmes. Finalement les imbroglios se dénouent dans une fête finale.

## Fiche technique
- Réalisateur : Pierre-Jean Ducis assisté de Robert Lavallée et Jean Manse
- Scénario : d'après l'opérette éponyme d'André Mauprey sur un livret de Louis Raine (1879-1932), créée au Casino Kursaal, à Lyon, le 11 mai 1920
- Adaptation et dialogue : Yves Mirande
- Décors : Pierre Schild
- Photographie : Fred Langenfeld, Charlie Bauer
- Son : Guy Moreau
- Montage : André Versein
- Arrangeur musical : Jacques Dallin
- Musique et paroles originales : André Mauprey
- Production : Gamma-Films
- Producteur : Albert Caraco
- Directeur de production : Ayres d'Aguiar
- Tournage en septembre et octobre 1934
- Pays :  France
- Format :  Son mono  - Noir et blanc - 1,37:1
- Genre : Comédie
- Durée : 85 minutes
- Date de sortie : 
  - France : 20 décembre 1934

## Distribution
- Fernandel : Le soldat Fernand Gaétan Lafleur
- Jacques Louvigny : Le réserviste Hyacinthe Lafleur
- Raymond Cordy : Le brigadier Verjus
- Christiane Delyne : Odette
- Pierre Larquey : L'adjudant Gonfaron
- René Génin : Le maréchal des logis Bellare
- André Roanne : Le lieutenant d'Urville
- Marcel Maupi : Le garçon d'hôtel
- Janine Merrey : Rosalie
- Danièle Brégis : Mme Lafleur
- Lyne Clevers : Baïa
- Albert Malbert : Le cavalier Bouju